# MTRNR2L1
MTRNR2L1 (англ. MT-RNR2-like 1) – білок, який кодується однойменним геном, розташованим у людей на короткому плечі 17-ї хромосоми. Довжина поліпептидного ланцюга білка становить 24 амінокислот, а молекулярна маса — 2 691.
| MAPRGFSCLL |  | LSTSEIDLPV |  | KRRT |

A: Аланін

C: Цистеїн

D: Аспарагінова кислота

E: Глутамінова кислота

F: Фенілаланін

G: Гліцин

I: Ізолейцин

K: Лізин

L: Лейцин

M: Метіонін

P: Пролін

R: Аргінін

S: Серин

T: Треонін

Локалізований у цитоплазмі.
Також секретований назовні.